# Miguel Ángel Pinto
Miguel Ángel Pinto Hernández (Bucaramanga, 14 de noviembre de 1961) es un abogado y político colombiano perteneciente al Partido Liberal Colombiano. 

## Biografía
Hizo su bachillerato en el Instituto Técnico Superior Dámaso Zapata. Estudió Derecho en la Universidad Autónoma de Bucaramanga , Unab, y es especialista en Derecho Administrativo de la Universidad Santo Tomás. 
Se ha desempeñado como Representante a la Cámara por Santander entre 2011 y 2018, tiempo en cùal sirvió como presidente de la Cámara de Representantes en la legislatura 2016-2017. y de la Comisión Primera Constitucional de la Cámara. Fue elegido en 2018 como Senador de la República y electo nuevamente en 2022, donde sirvió como Primer Vicepresidente del Senado periodo 2022-2023 y Presidente Encargado del Senado entre noviembre y diciembre del año 2022.

## Trayectoria política
Antes de incursionar en el plano electoral fue abogado litigante, Secretario General de la Personería de Bucaramanga, Personero encargado, Director de la Casa de Menores de Piedecuesta y Contralor General de Santander. También fue asesor en procesos de liderazgo y desarrollo de entidades oficiales y empresas privadas como la Clínica Metropolitana de Bucaramanga y la Electrificadora Santander.
Milita en el Partido Liberal desde que estaba en la universidad. Aspiró al Concejo de Bucaramanga en 1994 y 1997, pero en ambas ocasiones se quemó por muy pocos votos. Luego, en 2010, aspiró por primera vez a la Cámara con el aval del Partido Liberal, y aunque obtuvo una votación bastante sorpresiva, los poco más de 20 mil votos que sacó no le alcanzaron y se quemo por escasos 200 votos, sin embargo, gracias a la justicia colombiana, en marzo de 2012 llegó a obtener en la curul como reemplazo de Jesús Arenas, quien perdió la investidura por doble militancia.
En 2014, se reeligió como Representante a la Cámara por Santander como fórmula del senador Horacio Serpa se reeligió con 34 mil votos, la segunda mayor votación de Santander,  Desde su llegada al congreso ha sido mencionado como uno de los congresistas más visibles y con mayor aceptación dentro del recinto, situación que lo llevó a ser elegido como Presidente de la Comisión Primera Constitucional de la Cámara de Representantes y ser elegido en el periodo siguiente como Presidente de la Cámara de Representantes, algo hasta ahora sin precedente en el Congreso de la República de Colombia. 
En 2018 aspiro al Senado de la República, cargo que obtuvo tras obtener cerca de 90 mil votos en todo el territorio nacional, votación que le permitió en ese periodo ser Presidente de la Comisión de Ética del Senado de la República y Presidente de la Comisión Primera del Senado de la República. Para el año 2022, aspiro a reelegirse al Senado de la República y obteniendo cerca 115 mil votos, llegó como Senador del Partido Liberal Colombiano, su alta votación y su gran acogida entre todos los partidos, lo llevó a ser elegido como Primer Vicepresidente del Senado de la República. A raíz de la salida del paìs del Senador Roy Barreras, Presidente del Senado para ese periodo, a cumplir con un tratamiento de cáncer que le fue descubierto en el año 2022, fue nombrado como Presidente Encargado del Senado entre los meses de noviembre y diciembre del año 2022.

### Leyes de la República
En su paso por la Cámara de Representantes fue autor de diversas Leyes de la República, dentro de las cuales se destacan: La ley de Depuración normativa, Los 70 años de la Universidad Industrial de Santander, La estampilla Pro Universidad Industrial de Santander y la Ley más importante de su autoría la Ley de Titulación de predios urbanos, que fue conocida como la LEY PINTO. En el mismo paso por la Cámara de Representantes además de tramitar todos los proyectos que pasaron por Comisión Primera Constitucional de Cámara y Plenaria de la Cámara en sus periodos como presidente de cada una de las corporaciones, fue ponente de su propia Ley de Titulación de predios urbanos y fue ponente de la reforma al Código Penal colombiano en materia de medidas de aseguramiento.

### Escándalo por homonimia
En el año 2022 se vio inmerso en un escándalo, cuando por un caso de homonimia fue relacionado con Alias Otoniel, situación que llevó al Senador a tener que defenderse ante la Corte Suprema de Justicia y aportar las pruebas correspondientes, de su ausencia de responsabilidad y el caso de homonimia en el que había sido involucrado, donde se anexo según lo que narra el medio de comunicación El Espectador, lo confundieron con el señor Miguel Ángel Pinto Baron.

## Vida personal
Nacido de la unión Miguel Ángel Pinto Lagos, oriundo de Mogotes, Santander, y Leonor Hernández. Es el mayor de 5 hermanos.[cita requerida]
Ha tenido tres matrimonios, fruto del primero de ellos nacieron Ángela Pinto Vargas (1987) y Silvia Pinto Vargas (1990). De sus segundas nupcias, nacieron dos hijos: Miguel Ángel Pinto Rueda (1994) y Laura Fernanda Pinto Rueda (1997). De su tercera unión nació Sara María Pinto López.[cita requerida]